# Clan Hyûga
 (mars 2025).
Motif : pas de sources notamment secondaires et de qualité
- Archive Wikiwix
- Bing
- Cairn
- DuckDuckGo
- E. Universalis
- Gallica
- Google
- G. Books
- G. News
- G. Scholar
- Persée
- Qwant
- (zh) Baidu
- (ru) Yandex
- (wd) trouver des œuvres sur Wikidata

| 1. | Préciser le motif de la pose du bandeau. | Précisez le motif de la pose du bandeau en utilisant la syntaxe suivante : {{admissibilité à vérifier\|date=avril 2025\|motif=remplacez ce texte par le motif}}                 |
| 2. | Informer les utilisateurs concernés.     | Pensez à avertir le créateur de l'article, par exemple, en insérant le code ci-dessous sur sa page de discussion : {{subst:avertissement admissibilité à vérifier\|Clan Hyûga}} |

 (mai 2024).
Pour les articles homonymes, voir Hyūga (homonymie).

Symbole du clan Hyuga

Le clan Hyūga (日向一族, Hyūga Ichizoku) est un clan de ninjas fictif dans le manga et l'anime Naruto.
C'est le plus ancien et, depuis l'extinction du clan Uchiwa, le plus puissant des clans de Konoha. Le clan Hyūga a la particularité d'être divisé en deux parties : la branche principale (宗家, Sōke) et la branche secondaire (分家, Bunke). La branche principale dirige la famille, tandis que la branche secondaire sert à la protéger.
Les membres de la branche secondaire sont marqués d'un sceau maudit dès leur enfance. Ce sceau donne à la branche principale un contrôle absolu des membres de la branche secondaire, puisqu'il permet d’infliger des douleurs incapacitantes très violentes à son porteur en formant un simple mudrā d’une main. Il permet également d'assurer le secret de la technique héréditaire du clan, puisqu'il scelle le pouvoir du Byakugan à la mort de son porteur.
Les membres de cette famille ont généralement une peau pâle, les cheveux sombres (noirs, bruns ou bleu foncé) et le Byakugan (白眼, litt. Œil Blanc), une technique d'œil (dōjutsu) qui permet une vision différente, capable de visualiser les flux de chakra dans le corps et les longues distances (plus d'un kilomètre), et permet d'avoir un champ de vision de presque 360° (hormis un angle mort de 5° dans le dos de l'utilisateur), et de voir à travers les objets. Ils pratiquent une forme de taijutsu particulière, le Jūken (柔拳, litt. Poing souple), qui permet de frapper directement les tenketsu de l'adversaire, bloquant le chakra et empechant sa circulation.

## Branche principale (Sôke)
La branche principale (宗家, Sōke) est la famille noble du clan, c'est la famille la plus riche du clan et c'est celle qui prend toutes les décisions du clan Hyûga. Elle détient aussi les techniques les plus puissantes du clan.

### Hiashi Hyûga
- Âge : Partie I : 41[1]-42 ans - Partie II : 44 ans
- Rang : Jōnin[1]
- Taille : 176,5 cm[1]
- Poids : 66,4 kg[1]
- Anniversaire : 8 janvier[1]
- Groupe sanguin : B[1]
- Seiyū : Eizou Tsuda

Hiashi Hyûga (日向ヒアシ, Hyūga Hiashi) est le frère jumeau de Hizashi, il précède son frère à la naissance, ce qui explique qu'il appartienne à la branche principale.
Il est le père de deux filles : Hinata et Hanabi. Il est aussi le grand-père de Boruto Uzumaki et d'Himawari Uzumaki. Bien que l'ainée, Hinata, soit théoriquement l'héritière du clan, sa préférence va à sa jeune sœur qui manifeste beaucoup plus de talent malgré son jeune âge. Lorsque Hinata est promue genin, il l'abandonne sans hésitation à Kurenai Yûhi, tout en sachant le taux de mortalité parmi les ninjas de rang inférieur est très élevé,, afin de pouvoir se concentrer exclusivement à l'entraînement d'Hanabi.
Hiashi est également celui qui a apposé à Neji son sceau maudit.
Lorsque Konoha négociait un traité de paix avec le village de Kumo, il révéla que ce village cherchait en fait le secret du clan Hyûga en arrêtant et en tuant un de leurs ninjas qui avait tenté de kidnapper Hinata. Profitant de l'incident, les dirigeants de Kumo exigèrent en guise de réparation que Hiashi soit mis à mort et que son corps leur soit remis. Ils espéraient ainsi pouvoir comprendre le secret du Byakugan en examinant son corps. Mais c'est finalement Hizashi qui se proposa pour prendre la place de son frère, sachant que son Byakugan serait instantanément scellé grâce à son sceau.
Durant l'examen chūnin, il prend conscience du talent rare de Neji, et décide de rompre un tabou en lui révélant le secret de la mort de son père, et en décidant de l'entraîner, bien qu'il ne soit pas membre de la branche principale.
Lors de la 4e grande guerre ninja, il est placé dans la Première division des combattants à moyenne distance de l'Alliance ninja. Affrontant les Zetsu blancs qui tentent de prendre la plage que tiennent les ninjas, il finit par être aux prises avec son frère Hizashi manipulé par la « Réincarnation des âmes » de Kabuto. Lorsque Jûbi est ramené à la vie, il l'affronte également, et constate les progrès de sa fille aînée alors qu'elle combat à ses côtés. Il repousse notamment, avec elle et son neveu Neji, une attaque du monstre contre Naruto, puis est choqué par la mort de son neveu. Lorsque Jûbi disparaît du champ de bataille, il utilise son Byakugan pour révéler que la créature n'a pas disparue, mais a été absorbée dans le corps d'Obito.
Deux ans après la guerre, durant les événements du film The Last, il rencontre Toneri Ôtsutsuki dans un lieu secret, accompagné de deux gardes du corps. Toneri réclame Hinata, Hiashi refuse, et les sbires de Toneri tuent ses gardes du corps avant d'essayer de le tuer. Blessé, il parvient à leur échapper, puis est retrouvé inconscient par Sasuke Uchiwa, qui le ramène à Konoha. Il assiste plus tard, avec Hanabi, au mariage de Hinata avec Naruto.
Dur et inflexible au premier abord, il finit par s'adoucir. Il accueillera Naruto comme un membre de sa famille après son mariage avec Hinata (Naruto l'appelant « père » dans la VO), et sera particulièrement démonstratif avec ses petits-enfants, Boruto et Himawari. Kurenaï révèle qu'il s'agit de sa vraie nature, faussée par la mort de son frère et la désillusion ; Hiashi admet qu'en voyant Naruto changer Neji, il a lui-même retrouvé ses convictions, voyant la violence comme inutile et cherchant à l'éviter au maximum.

#### Techniques
- Le tourbillon divin (八卦掌回天, Hakkeshō Kaiten?)
Technique très puissante de défense consistant à expulser du chakra par des points spécifiques, empêchant un contact direct avec le corps. Cette technique a aussi comme vocation de protéger le point mort du Byakugan : en tournant, il devient quasi impossible à viser. Cette technique est une technique secrète de la branche principale de la famille Hyûga, mais Neji de la branche secondaire est parvenu à la maîtriser seul.
- La Paume du Hakke (八卦空掌, Hakke Kūshō?)
Technique permettant de frapper l'adversaire à distance grâce à une impulsion de chakra qui jaillit de sa main.
- Mur de paumes du Hakke (八卦空壁拳, Hakke kūhekishō?)[4]
« Paume du Hakke », réalisée en combinaison avec d’autres membres du clan, comme Neji et / ou Hinata.

### Hinata Hyûga
Hinata Hyûga est une kunoichi du village de Konoha. Elle est membre de l'équipe 8 avec Kiba Inuzuka et Shino Aburame, sous le commandement de Kurenaï Yûhi. C'est la fille d'Hiashi Hyûga et l'épouse de Naruto Uzumaki Hokage le 7ème du nom, mais aussi la mère de Boruto Uzumaki et d'Himawari Uzumaki.

### Naruto Uzumaki
Naruto Uzumaki (Hokage le 7ème du nom), est le petit-fils de Mito Uzumaki mais aussi le fils de Kushina Uzumaki et de Minato Namikaze (Hokage le 4ème du nom). Il est l'époux d'Hinata Hyûga et le père de Boruto Uzumaki et d'Himawari Uzumaki.

### Boruto Uzumaki
Boruto Uzumaki est le petit-fils de Kushina Uzumaki et de Minato Namikaze (Hokage le 4ème du nom), ainsi que d'Hiashi Hyûga. Il est le fils de Naruto Uzumaki (Hokage le 7ème du nom) et d'Hinata Hyûga. Il est le grand frère d'Himawari Uzumaki.

### Himawari Uzumaki
Himawari Uzumaki et la petite-fille de Kushina Uzumaki et de Minato Namikaze (Hokage le 4ème du nom), ainsi que d'Hiashi Hyûga. Elle est la fille de Naruto Uzumaki (Hokage le 7ème du nom) et d'Hinata Hyûga. Elle est la petite-sœur de Boruto Uzumaki.

### Hanabi Hyûga
- Âge : Partie I : 7 ans[5] - Partie II : 9 ans
- Taille : 132,4 cm[5]
- Poids : 28,9 kg[5]
- Anniversaire : 27 mars[5]
- Groupe sanguin : A[5]
- Seiyū : Kiyomi Asai

Hanabi Hyûga (日向ハナビ, Hyūga Hanabi) est la petite sœur de Hinata, considérée comme l’héritière du clan. Malgré son très jeune âge, elle manifeste de très grands talents à utiliser les techniques de sa famille.
Dans un épisode hors-série, on peut voir qu'elle admirait beaucoup sa grande sœur quand elle était plus jeune et la prenait comme exemple, jusqu'à ce qu'elle remarque que Neji était bien plus fort qu’elle, atténuant l'admiration qu'elle éprouvait. Plus tard, en voyage hors du village avec son père lors de l'invasion de Konoha par Pain et Konan, elle retrouve son admiration pour sa grande sœur lorsqu'elle apprend comment cette dernière a combattu Pain. Vu son jeune âge, elle ne participe pas à la guerre et est laissée à Konoha.
Deux ans après la guerre, durant les événements du film The Last, elle encourage Hinata à donner son cadeau à Naruto lors du festival d’hiver de Konoha, puis elle est enlevée par les sbires de Toneri Ôtsutsuki après l’échec de l’enlèvement de Hinata. Toneri la garde enfermée dans son château et vole ses yeux pour éveiller le Tenseigan, une évolution du Byakugan. Après la défaite de Toneri, Hanabi récupère ses yeux. Plus tard, elle assiste avec son père au mariage de Hinata en tenant un portrait de Neji lors de la photo rassemblant tous les invités.
15 ans après la guerre elle est une jonin accomplie et vit toujours au domaine des Hyûga avec son père. Toujours proche de sa sœur, elle est très attentionnée envers son neveu et sa nièce, ces derniers l'appelant « grande sœur » (nee-chan en VO) au lieu de « tante ». Très protectrice à leur égard, elle partage ce trait avec Konohamaru et menace sans hésiter ceux qui voudraient leur faire du mal. Elle testera Boruto pour savoir s'il a éveillé le byakugan, démontrant également ses propres prouesses de kunoichi.

### Natsu Hyûga
Natsu Hyûga (日向ナツ, Hyūga Natsu) est la servante de la branche principale de la famille. Elle est aussi la garde du corps de Hanabi.

## Branche secondaire (Bûnke)

Tatouage sur le front des Hyûga de la branche secondaire.

La branche secondaire (分家, Bunke) est la famille vassale du clan, c'est celle qui est chargée de protéger la branche principale et celle qui doit leur obéir.

### Neji Hyûga
Neji Hyûga est un ninja de Konoha au rang de jônin de la branche secondaire du clan Hyûga. Il fait partie de l'équipe 9 avec Rock Lee et Tenten, dirigée par Gaï Maito.

### Hizashi Hyûga
- Âge : 32 ans[7] (décédé)
- Rang : Jōnin[7]
- Taille : 175,5 cm[7]
- Poids : 56,3 kg[7]
- Anniversaire : 8 janvier[7]
- Groupe sanguin : B[7]
- Seiyū: Kazuaki Itou

C'est le père de Neji et le frère jumeau de Hiashi, pour qui il garde jusqu’à sa mort une certaine haine à cause de son droit d'aînesse. Il est lié à lui et doit le protéger, mais fait le choix conscient de mourir à sa place lorsque la paix de Konoha est en péril. Il demande alors à Hiashi d'expliquer à son fils le pourquoi de ce choix lorsqu'il aura l’âge de comprendre.
Hizashi est invoqué lors de la 4e grande guerre ninja par la technique de la « Réincarnation des âmes » utilisée par Kabuto Yakushi. Il affronte son frère jumeau en combat singulier, ce dernier lui déclarant que Neji a réussi à changer son destin.

### Tokuma Hyûga
Tokuma (トクマ) fait partie de l’unité de reconnaissance d’Anko envoyée espionner le quartier général d’Akatsuki au début de la 4e grande guerre ninja. C’est lui qui découvre les 100 000 Zetsu blancs que Madara compte utiliser comme armée.
Alors qu’il est en route avec ses compagnons pour fournir les informations recueillies, il est capturé par l’équipe de Sasori et Deidara, invoqués et manipulés par Kabuto, et doit combattre l’unité d’embuscade de Kankurô. Libéré des liens de marionnettiste de Sasori par Omoï, il est soigné à la suite de la bataille gagnée par l’unité de l’Alliance ninja.

### Kô Hyûga
Kô Hyûga (日向コウ, Hyūga Kō) est le garde du corps d'Hinata en l’absence de son père, depuis qu'elle est toute petite.